# 超越者
超越者（英語：Beyonder），是一個虛構的超級反派，出現在漫威漫畫出版的美國漫畫書中。超越者由作家吉姆·舒特和藝術家麥克·澤克創建，首次出現在《秘密戰爭》#1（1984年5月）中。作為一個看不見、自稱無所不能者。他綁架了漫威宇宙的超級英雄和惡棍們，並讓他們在另一個叫做「戰爭世界」的星球上進行戰鬥。並打算完成了自己的理想後，摧毀整個漫威宇宙。最初的超越者被認為是多元宇宙最為強大的存在，其力量超過了幾乎所有的漫威宇宙神明，如生命法庭（The Living Tribunal）和永恆（Eternity）等。然而，儘管超越者有無限復生的能力，他需要轉化生命形態來延續他的生命。經歷了多次生命形態的轉化，他的力量也被大幅削弱。
超越者後來在1985年的續集《秘密戰爭2》中扮演了一個更具對抗性的角色，在其中他化身為人形，並威脅要摧毀漫威多元宇宙。儘管他在《秘密戰爭2#2》中首次採用了人形的物理形態，但在《秘密戰爭2#3》中他選擇了他喜愛的造型，即黑色捲髮的白人男性，並成為他後續存在的外貎。儘管超越者在《秘密戰爭 2》結束時再次被擊敗，但隨後又出現在2000年代的故事中。超越者擁有作者極權，能更改故事事實。

## 虛構人物傳記
超越者來自「超越領域」。在《秘密战争》中，超越者为了观察善与恶的对决，创造了一个名为“戰爭世界”的星球，将许多英雄和反派传送到上边，并诱使他们相互厮杀。其中的一名反派末日博士設法偷取超越者的力量，但以失敗告終。
在《秘密戰爭2》中，超越者親自降临漫威地球，為了知道生命的意义是什么，他先後尋問分子人歐文、蜘蛛侠彼得·帕克、神力侠卢克·凯奇等人。神力侠卢克·凯奇便告诉超越者生活需要钱，只要你有足够的钱，你就可以得到许多你想要享受的东西，随后超越者把大楼变成了黄金。之后超越者學習到應該享受生活，他于是使用心靈控制地球上所有人为他服务。之后又到宇宙空间兜风碰见了宇宙天神組，随后挑衅天神組，然后天神組們一擁而上，卻被超越者輕松击敗。后来超越者想了解整个多元宇宙结构的知识，于是去请教奇异博士，奇异博士告诉超越者他们所在的多元宇宙分为生命一方和死亡一方，生命一方由一切的存在的模式与循环秩序之主和混沌之主以及宇宙所有生命意识的人格元體永世（Eon）代表；死亡一方由死亡女神代表，死亡女神没有同伙但是她有痛苦和罪恶的人格元體梅菲斯特作为她的愛人，而双方均包含在宇宙一切的化身永恒之内，而在永恒之外生命法庭裁决着一切。
后来记者戴夫（Dave）要让人类免除「死亡」，所以超越者和戴夫他们决定用超越者制造的毒藥毀滅死亡女神，随后梅菲斯特和他的恶魔大军来要阻止超越者他们，但是都被超越者擊敗。随后观察者奧圖召唤了包括生命法庭在内的宇宙众神打算制止他，但是宇宙众神不敢对付超越者，只能眼睁睁地看着超越者和戴夫强迫死亡女神喝下毒酒然后消失。随后多元宇宙中生命都无法死去，分子人甚至连一朵花都杀不死。分子人感觉不对劲，于是去找超越者。宇宙众神给分子人让路，分子人告诉超越者死亡才能赋予生命意义，如果大家怎么干都死不了，那还有什么意义？戴夫也觉得之前他疯了，要求超越者复活死亡女神。随后超越者打算恢复死亡，但是他要对抗自己建立的体系，所以他无法直接恢复她，必须通过杀死一个人来复活死亡女神。戴夫为了弥补自己的过错，于是自己当了那个牺牲品来换回死亡女神。
之后，由於超越者觉得漫威宇宙很复杂，便感到很烦恼愤怒。之后，分子人欧文想幫超越者解决问题，然后欧文便和超越者进入了超越者自己的思想空间，回忆起了超越者的童年。超越者说到他来自超越领域，超越领域只有一片空白，甚至都不能称为一个地方。但突然间，一个宁静宇宙的能量震荡，在这扎出了一个很小的小孔，此后超越領域才拥有了意识，也就是超越者拥有的意识，而从那个小孔中超越者看到了地球。而欧文仔细一看，竟是欧文自己遭遇了一场实验事故变成分子人的影像。之后欧文和超越者便得知，原来是歐文遭遇那场实验事故爆发的能量在超越领域扎出了個小孔，也就是说是欧文唤醒了超越领域。之后分子人欧文便幫超越者找到了超越者一直以来的烦恼。超越者不知道自己想要什么？不知道自己的欲望，也就更不知道自己存在的意义。明白自己的烦恼之后，超越者却感到更加愤怒，觉得自从被欧文唤醒后，自己再也不是完整的了，所以超越者认为要彻底摧毁整个漫威宇宙这样太残忍，想变回从前超越领域原本孤独无知的状态。随后，分子人欧文便提议让超越者尝试做一个凡人，这样超越者才能享受到追逐名誉，实现梦想的快乐，但超越者没有接受欧文的提议。然后超越者看着他和欧文以前交情的份上，他便给宇宙24小时，迎接自己最后的时刻，之后他便会摧毁整个漫威宇宙。
之后超越着想了一想，他觉得或许欧文是对的，如果做一个凡人，便能解决自己一直以来的烦恼問題。於是他便造了一支能量瓶，然后他把能量注入裡面，他便变成了一个凡人，超越者感到很满足。当超越者正在享受时，梅菲斯特便带着他的手下趁着这个机会，杀掉超越者。超越者便立马跑过去，想要拿回自己的能量瓶。然后梅菲斯特便把能量瓶烧了，超越者拼尽全力拿回了一小部分力量，然后一下把梅菲斯特跟他的手下趕走。但突然之间，欧文带着复仇者冲过去，但复仇者们被超越者打败，超越者在洛磯山下建了一處聖所和一個裝置，他把被他殺死的變種人復活後，將自己變成了一個嬰兒。分子人非常害怕有一天覺醒的超越者會再次毀滅多元宇宙，因此毀掉了機器和嬰兒形態的超越者，超越者於被毀滅後再次轉化自身的生命形態。

## 其他相關作品
- DC漫画中五维生物捣蛋鬼先生曾经变成超越者的形像姿态。
- 蜘蛛侠动画版「秘密战争」